# Невизначений інтеграл функції комплексної змінної
Неви́значений інтегра́л
Якщо в області визначення {\displaystyle \ G} інтеграл не залежить від шляху інтегрування і початкова точка {\displaystyle \!a\in G} фіксована, а кінцева точка шляху інтеграції {\displaystyle \!z\in G} зроблена змінною, то
{\displaystyle \ \int _{a}^{z}f(z)=F(z)}
причому {\displaystyle \!F'(z)=f(z)}; функція {\displaystyle \ F(z)} називається первісною аналітичною функції {\displaystyle \ f(z)}. Первісна функція залежить від вибору початкової точки {\displaystyle \ a}. Дві будь-які первісні функції відрізняються одна від одної на постійну величину. Сукупність всіх первісних функцій позначають
{\displaystyle \ \int f(z)=F(z)+C}
({\displaystyle \ C} — стала інтегрування) і називають невизначеним інтегралом від {\displaystyle \ f(z)}.
Невизначені інтеграли від елементарних функцій комплексної змінної обчислюються за тими ж формулами, що і інтеграли від тих же функцій дійсної змінної.